# كينجي اكاشي
كينجي اكاشي (باليابانية: 明石健志؛ بالكانا: あかし けんじ) هو لاعب كرة قاعدة ياباني، ولد في 9 يناير 1986 في أساهيكاوا في اليابان.

## وصلات خارجية
- كينجي اكاشي على موقع الدوري الياباني لكرة القاعدة (الإنجليزية)
- كينجي اكاشي على موقعبيزبول رفرنس.كوم (الدوري الثانوي) (الإنجليزية)